# Пери Браун
Перпуџилијам „Пери” Браун (енгл. Perpugilliam "Peri" Brown) измишљени је лик у британској научнофантастичној телевизијској серији Доктор Ху. Она је амерички специјалиста за ботанику из Фелс Поинта у Балтимору у Мериленду, сапутница Петог (Питер Дејвисон) и Шестог Доктора (Колин Бејкер) и један од главних ликова у серији од 1984. до 1986. године. Појављује се у укупно 11 прича (збирно састављене од 33 епизоде).

## Производња

### Добијање улоге
Ученицу енглеске драме Николу Брајант приметио је агент у продукцији музичке комедије Не, не Нанет у њеној драмској школи Вебер Даглас академији драмске уметности, што је била последња представа коју је радила пре него што је напустила школу. Током серије је наступала са америчким нагласком, а пошто ју је побркао са правом Американком, агент је приметио „једну Американку...“. За мање од недељу дана пошто је напустио школу, назвао ју је телефоном и обезбедио јој аудицију за Доктора Хуа.
Брајантова је сматрала да је "изванредно" и "надреално" бити позван из ведра неба за улогу. Глумица је обавила низ аудиција са продуцентом Џоном Нејтан-Тернером и уредником сценарија Ериком Соардом. У почетку мислећи да „нема шта да изгуби“, уживала је у искуству и очекивала је да ће јој понудити највише мали део, али је постала живчана како се приближавала улози Пери.

### Нагласак
Нејтан-Тарнер је био на аудицији само за Американце, а британска глумица је морала да глуми амерички нагласак током поступка. Агент је обећао да ће рећи продукцији да је Брајантова Британка ако она буде успешна, али то је на крају остало неиспуњено.
Као део њеног уговора, Брајантова је морала да користи свој амерички нагласак на свим јавним местима, забрањујући месној публици у супермаркету. Ово је укључивало ББЦ-ове мензе и собе за пробе. Млада глумица је једноставно "наставила са тим" током читавог свог наступа у серији, а касније ју је описала као "најдужу улогу коју је икада играла".
Брајантова је открила свој британски нагласак Колину Бејкеру на једној вечери. Након његовог одласка, Бејкер је открио своје неамеричко порекло за новине које је описао као „чињење [њој] услуге“. Неколико деценија касније, Брајантова је открила да њен амерички нагласак и даље може подсвесно да уђе у разговор и приметила је да су обожаваоци често изненађени када открију да она није Американка.

### Шминка и костим
Најављујући нову сапутницу, Џон Нејтан-Тарнер је рекао за Пери: „Она ће често носити трико и бикиније. Многе тате гледају серију и сигуран сам да ће им се допасти Никола.“ Брајантова је исмевала костим који је носила у серији. Сећала се да јој је стално тапкао задњицу док је шетала ББЦ-ом и да би морала да се насмеје и каже „хвала“ у одговору, а затим да хода мало брже или се сагне у купатило. Присетила се четворо до петочасовног поступка шминкања за Умни след (1986) који је вештачки убрзао одељење шминке, што је довело до тога да јој је протеза ишчупана са лица. Током снимања на сунцу наредних дана лице је било неподношљиво болно. Оскудна одећа коју је носила у својој првој причи Планета ватре (1984), иако је била прикладна за медитеранско време у којој се дешава, била је неприкладна за британску зиму и изазвала је промрзлине и упалу плућа.

### Лик
Као свој први посао по што је завршила драмску школу, Брајантова је очекивала да добије лик који ће јој дати прозор у Перину позадину. Пошто га није добила, одлучила је да га сама напише, очекујући да га Нејтан-Тарнер угради у сценарије, што он није учинио. У почетку је сматрала да сапутник мора бити или зависник од адреналина или неко бежи од своје прошлости јер у супротном, када неко схвати колико су Докторова путовања опасна, све што би желели је да се врате назад, а такође је приметила да у стварности живота особа која се нађе у стању сапутника рано би доживела слом живаца. Узимајући ово у обзир, Брајантова је одлучила да је Пери одлучила да се придружи Доктору да је била толико несрећна у животу који је имала на Земљи да је желела то да уради и да ће преузети део Докторове снаге и храброст током њихових пустоловина.
Слично претходним пратиоцима, Перина улога је често била површна, бежала је и упадала у невоље како би је Доктор могао спасити. За ову сврху уживања у пустоловинама, од глумице се захтевало да „зашећери трауму“ лика који је замало умирао у свакој епизоди. Да би избегао било какву наговештај романтичне везе, Брајантова је играла уз Петог Доктора као уз очинску фигуру. Смислила је да он подсећа на Периног покојног оца, додир који никада није приказан на екрану, али који је Нејтан-Тарнер одобрио. Брајантовој се није свидео начин на који је Пери написана у Временском сплету (1985) јер је сматрала да нема сличности са ликом са којим је започела и сматрала је да је непотребно да је током свог времена у серији провела "три од четири епизоде“ везана. Брајантова је рекала да је прича „потекла из 60-их година када је пратилац у суштини везан и остављен негде да вришти.

### Време у серији
Брајантова је почела да снима у септембру 1983. Редитељка Планете ватре Фиона Каминг охрабрила ју је да посматра и учи од Питера Дејвисона. Брајантова је имала могућност трогодишњег уговора и очекивала је да ће радити са Дејвисоном током тог времена, тако да је била запрепашћена што ће она радити заједно са новим главним глумцем након само две приче, а посебно што је ово сазнала тек касније. Брајантова је напоменула да је ова нагла промена значила да она није била у стању да се „смести“.
Брајантова је сазнала да је серија стављена на паузу 1985. телефонским позивом пошто се вратила кући из Венеције.. Новинар Дневног огледала питао је за њена размишљања о „смрти Доктора Хуа“, остављајући је да мисли да је Бејкер умро.

### Одлазак из серије
Пошто се Брајантин уговор ближио крају, Нејтан-Тернер ју је питао како би волела да Пери буде исписана из серије. Она је саветовала да не жели да се рукује и каже генеричку реченицу као што је „Здраво Докторе, послаћу вам разгледницу“ и да жели да драматична прича „изађе са праском“. Била је задовољна "моћном" причом Филипа Мартина Умни след која укључује пресађивање ума и секвенцу ћелаве главе. Међутим, била је незадовољна реконструкцијом на крају сезоне која је указивала да се Пери удала за краља Ирканоса (Брајан Блесд), пошто она и Блесд нису играли никакву романтичну интеракцију између два лика. Она сматра да је објашњење онога што се догодило Пери у аудио причи "Big Finish"-а Пери и Писконов парадокс (2011) било пожељно и да би се требало сматрати каноном.

### Критички пријем
Дигитални шпијун је сматрао да је њена смрт „најдраматичнији и најзаустављивији излазак пратиоца из серије икада“.

### Наслеђе
Брајантина прва конвенција била је у новембру 1983. године, само неколико месеци пошто је почела да снима, упркос томе што није имала снимак за приказивање. Касније је то искуство описала као хистерију на нивоу Битлманије. Требао јој је телохранитељ и одсела је у огромном хотелском апартману. Човек се онесвестио пошто ју је приметио. На каснијој конвенцији, присетила се једног човека са инвалидитетом који јој је поклонио плишаног пса и описао Пери као своју најбољу пријатељицу. Брајантова је касније квази-репризирала своју улогу Пери у облику 'Госпођице Браун' у ББВ видео серији Стрнац у којој је Колин Бејкер играо насловну улогу подстрекнуту Доктором. Она је такође признала да је тупавост Перине смрти узнемирила многе обожаваоце серије.
Током конвенције 2017. године, Брајантова је разговарала о позитивном утицају који је њено време у серији имало на њен живот: Била је у могућности да путује светом и склапа блиска пријатељства због серије и изразила је да никада није очекивала да ће тако постати огроман део њеног живота. Она је изјавила да не постоји ниједна њена прича коју не би желела да поново сними, истичући њено поштовање према Пећинама Андронзанија (1984) као целини и верује да су теме из Освете Вароса (1985) још увек местимичне. Такође је објаснила да је позадина касније сапутнице Роуз Тајлер, прве сапутнице оживљене серије која је почела 2005. године, веома подсећала на позадину коју је конструисала за Пери.

## Историја лика
Пери се први пут појавила у серијалу Петог Доктора Планета ватре у ком се сусрела са Доктором и Турлом на острву Ланзарот. Након сусрета са Господаром и андроидом Камелионом који мења облик (који се прерушио у њеног очуха, професора Хауарда Фостера), Пери је затражила да се придружи Петом Доктору на његовим путовањима док је Турло отишао како би се вратио на своју матичну планету Трион. (Идентитет Перине мајке није откривен у телевизијској серији - али погледајте испод.)
До краја последње приче Петог Доктора Пећине Андронзанија, и Доктор и Пери су патили од тровања спектроксом, па је Пети Доктор одлучио да Пери да оно што је остало од противотрова, жртвујући се да би је спасио. Док је она гледала, он се регенерисао у Шестог Доктора, а она је наставила да путује са њим, упркос томе што је привремено нестабилни Доктор покушавао да је задави након своје трансформације (у свој дебитантској причи Недоумица близанаца).
Пери је бистра и духовита млада жена, студенткиња и вероватно има око двадесет година, која је путовала са Доктором јер је, као и многи његови сапутници, желела да види универзум. Иако је делила абразивнији однос са Шестим Доктором, у њиховом вербалном спарингу било је скривене наклоности.
Пери је путовала са Доктором у неоткривеном раздобљу. Неки извори кажу да је путовала са њим само неколико месеци, док други кажу неколико годинама. Између догађаја Откровења Далека и сезонске приче 23. сезоне, показало се да је њен лик донекле сазрео (што се поклопило са 18-месечном паузом у продукцији између две приче) и њен однос са Доктором је постао мање борбен.
У другом сегменту приче о суђењу Умни след, Пери је отело створење налик артропошцима по имену Кив које је очигледно пресадило свој мозак у њено тело. Убрзо након тога, Доктор је поверовао да је Пери мртва и био је озбиљно узнемирен због тога. Касније је откривено, на крају Врхунског злотвора (четврти сегмент лука), да је доказ о Периној смрти лажиран од стране Долина. У ствари, Пери је преживела и била је спашена – док се такође удала за краља Ирканоса од Торос Алфе, краља ратника који је помагао Доктору и Пери у Умном следу. Није познато шта се догодило са Пери пошто се удала за краља Ирканоса.

## Друга појављивања
Пери је увршћена као први хуманоидни телевизијски пратилац који се појавио у стрипу у Часописа доктор Ху. Раније је стрип, који је почео 1979. године, приказивао Доктора како путује сам или са пратиоцима створеним за траку, док је роботски телевизијски пратилац К9 био представљен у неколико стрипова ЧДХ-а са Четвртим Доктором). Њено прво појављивање било је у "Кућа забаве (1. део)" (ЧДХ #102) у којем се појавила у два панела као оскудно одевена утвара коју је испољио негативац. Два издања касније, у „Канеовој причи (1. део)“ (ЧДХ #104), постала је редован лик у стрипу, у почетку је путовала са Шестим Доктором и његовим пратиоцем који мења облик Фробишером и наставила до завршног дела „Горе изнад Богова" у ЧДХ #129. „Канеова прича“ је утврдила да је, у једном тренутку током путовања са Шестим Доктором, Пери напустила ТАРДИС из неоткривених разлога и отишла да живи у Њујорку где се запослила у канцеларији, посао који је љутито напустила из разлога такође неоткривен непосредно пре него што је поново срела Доктора и добровољно му се придружила.
У епилогу романа Временски след у "Књига Мета" који је написао Филип Мартин, наводи се да се Пери вратила у 20. век са краљем Ирканосом где је овај постао професионални рвач. Овај безобразан закључак није се одразио ни у једној телевизијској причи па га клубови обожавалаца уопштено игноришу.
У графичком роману стрипова "Марвел" Доба хаоса који је написао Колин Бејкер, Пери је провела свој живот на Кронтепу као краљица супруга Ирканоса и има најмање троје унучади који су главни ликови у причи.
Роман Мејтуа Џоунса Лоша терапија из Нових невиних пустоловина открива да је Пери, иако је постала супруга краља Ирканоса, окривила Доктора што ју је напустио. У роману, Седми Доктор се помирио са Пери пошто је нашла пут назад на Земљу кроз временску пукотину на Кронтепу и вратила је у своје време.
Телосова новела Оклопни шок Сајмона А. Форварда открива да је Пери сексуално злостављао њен очух. Ово је наговештено у роману Ранијих Докторових пустоловина Грешници Крега Хинтона који такође открива да су њени родитељи били Џенин и Пол Браун и да је њен отац погинуо у несрећи на броду када је имала тринаест година. Она има два полубрата и две сестре из мајчиног брака са Фостером.
Брајантова је тумачила лик Пери у неколико аудио драма које је продуцирао "Big Finish" поред Питера Дејвисона као Петог Доктора и Колина Бејкера као Шестог. У неколико од ових прича, Петом Доктору и Пери се придружује још једна пратиља, египатска принцеза Еримем. Аудио драма са Шестим Доктором Расцеп представља Перину мајку Џенин Фостер коју игра америчка глумица Клаудија Кристијан (иако је у стварности Кристијанова пет година млађа од Николе Брајант). Драма, смештена у 1984. док Доктор враћа Пери у њено време да присуствује сахрани оца свог пријатеља, потврђује да се Перин покојни отац зове Пол и помиње да су Хауард и Џенин Фостер отишли својим путем, али ипак се не помињу Перина полубраћа и сестре. Пошто су Доктор и Пери осујетили покушај Киберљуди да успостави фабрику за преображај у Балтимору, Пери планира да остане са својом породицом, али Џенин је касније убијена због несреће која је укључивала преосталу кибер-технологију, прекидајући Перину последњу породичну везу са Земљом и изазивајући да се врати на своја путовања са Доктором када је дошла да посети гроб своје мајке.
У аудио драми Њен последњи лет, Шести Доктор проналази Пери на удаљеној планети где она очигледно умире од вируса, иако је откривено да је цела прича била део фантазије осмишљене да натера Доктора да се убије.
Друга аудио драма Пери и Писконов парадокс наводи да су Господари времена извршили неколико прилагођавања њене временског тока, што је довело до тога да се појави најмање пет алтернативних варијанти Пери са различитим судбинама, међу којима је и она за коју се мислило да никада није путовала у ТАРДИС, већ да се преселила у Калифорнији и на крају је угостила чет емисију под називом Краљица брига након развода од своје насилне љубави из детињства.
У каснијој аудио драми Удовицин атентатор, Доктор путује у Кронтеп да присуствује Периној удаји, али бива затворен само зато што ју је напустио. Међутим, упркос томе што је очигледно провео пет година у затвору, Доктор заправо проводи то време у спровођењу сложене дугорочне истраге о смрти краља Ирканоса убрзо након венчања и на крају сазнаје да је 'Пери' заправо опседнута Докторовим замишљеним непријатељем из детињства краљем гуштера Мандрејком који је 'извучен' из Докторовог ума када је био изложен Крозијеовој опреми. Пошто су се пребацили у Перино тело да би протерао Мандрејка, Доктор и Пери се враћају у своја права тела и настављају своја путовања заједно. У Господарима Земље, они стижу на Земљу током окупације Далека, годину дана пре догађаја из Најезде Далека на Земљу из Земљине перспективе, приморавајући Доктора да помогне будућој познатој побуњеничкој личности да побегне без угрожавања историје. У Раниној елити, Доктор и Пери посећују познати универзитет и скоро су ухваћени у замку коју је поставила варијанта Рани која је већ искусила догађаје Времена и Рани. Криза се завршава тако што Пери добија почасну диплому из ботанике која прати Докторову почасну диплому из моралне филозофије.
Будући директор серије Стивен Мофат помиње неименовану 'Краљицу ратника на Торос Бети' у својој краткој причи из 1996. "Грешке континуитета".
Брајантова је играла улогу 'Госпођице Браун' у прва три дела ББВ-ове видео серије Странац поред Колина Бејкера у насловној улози. Иако њен лик никада није јасно наведен као Пери (као што Странац никада није био непосредно повезан са Доктором), ипак постоје сличности у ова два лика, са једном великом разликом: Брајантова је користила свој природни енглески нагласак за госпођицу Браун, а не амерички као што је то учинила са Пери.

## Наслеђе
Пери Ломакс, измишљени лик из сапунице британског канала 4 Свеци коју игра Руби О'Донел, добио је име по Пери.